# Том Дейлі
Томас Роберт «Том» Дейлі  (англ. Thomas Robert "Tom" Daley, 21 травня 1994) — британський стрибун у воду, олімпійський чемпіон та багаторазовий медаліст. Переможець Чемпіонату Європи зі стрибків у воду серед чоловіків. Відкритий гей, знаходиться у відносинах з американським сценаристом, режисером, продюсером і ЛГБТ-активістом Дастіном Блеком.
Після його успіху на Олімпійських іграх 2012 року Том став популярним у Великій Британії і, також, через участь у дайвінг реаліті-шоу Сплеск! (аналогом в Україні є шоу «Вишка»). Дейлі дебютував у прем'єрі шоу 5 січня 2013 як наставник для знаменитостей, які безпосередньо змагаються.

## Спортивна кар'єра

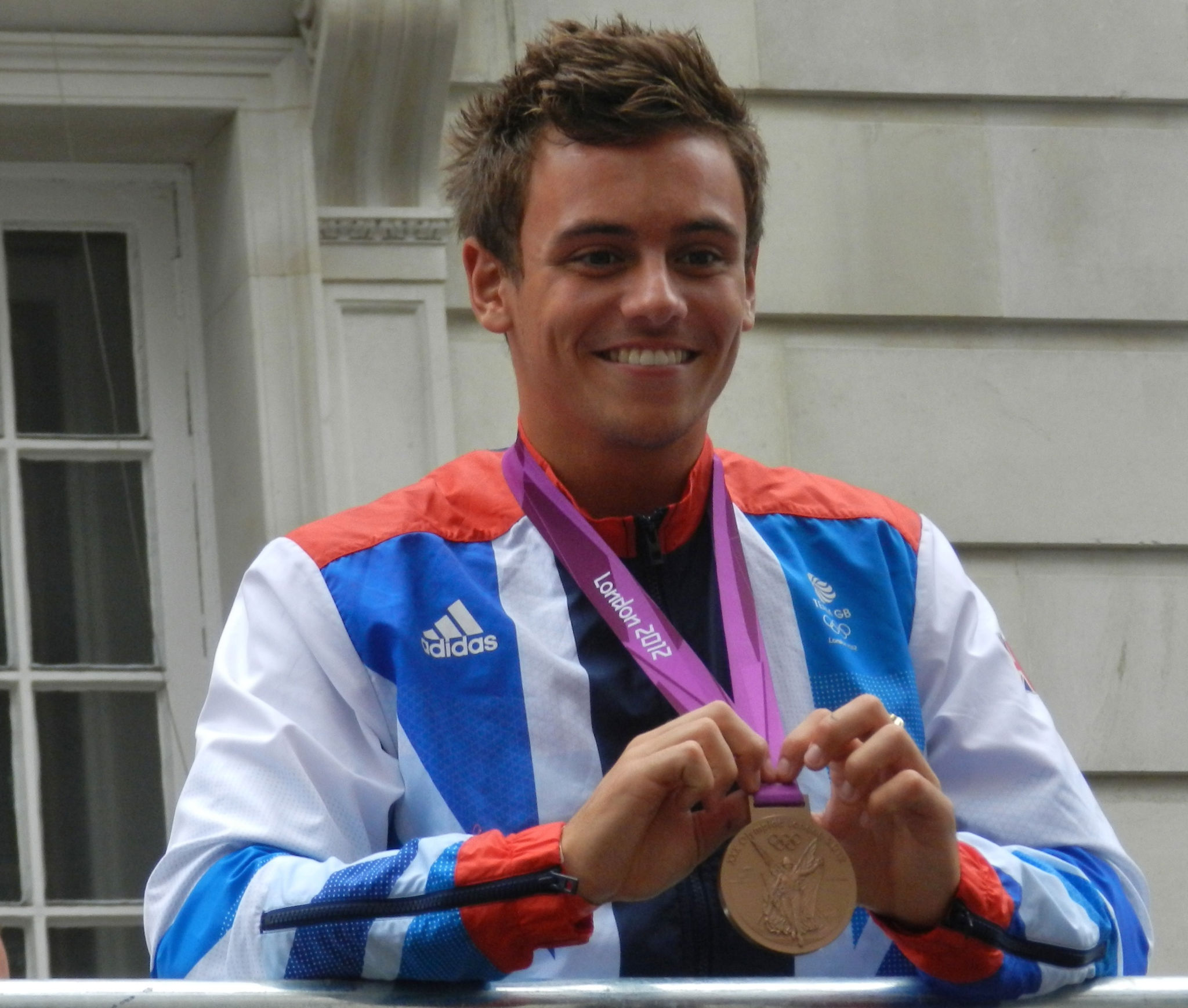
Дейлі на Параді Олімпійської перемоги з бронзовою медаллю

Почавши кар'єру у 8 років, Том у такому ранньому віці мав успіхи на міжнародних змаганняхх. Як він сам вважає цьому сильно сприяв його батько. Спочатку Тому подобалось тільки плавати, але після рекомендації батька він дійсно закохався в цей вид спорту. Є наймолодшим спортсменом збірної Великої Британії на Літній Олімпіаді в Пекіні і наймолодшим учасником фінальної частини цих змагань у будь-якому виді спорту.
У 2008 року, в травні, Том стає переможцем чемпіонату Європи з водних видів спорту на 10 м вишці.
У 2009 році Дейлі в віці 15 років стає переможцем чемпіонату світу в Римі і знову на 10 метровій вишці.
У 2010 на Іграх Співдружності Том здобув два золота на 10-метровій вишці в індивідуальному та синхронному стрибках.
На Лондонській Олімпіаді в індивідуальних стрибках з 10 метрової вишки Дейлі виборов бронзову медаль.
У 2014 на Іграх Співдружності Том здобув золото на 10-метровій вишці в індивідуальних стрибках та срібло в синхронному стрибку.
Том Дейлі у 2007, 2009-10 роках був названий Молодий Спортсмен Року  (англ. Sports Personality of the Year Young Personality) за версією BBC. Єдиний молодий спортсмен, що тричі отримував це звання.

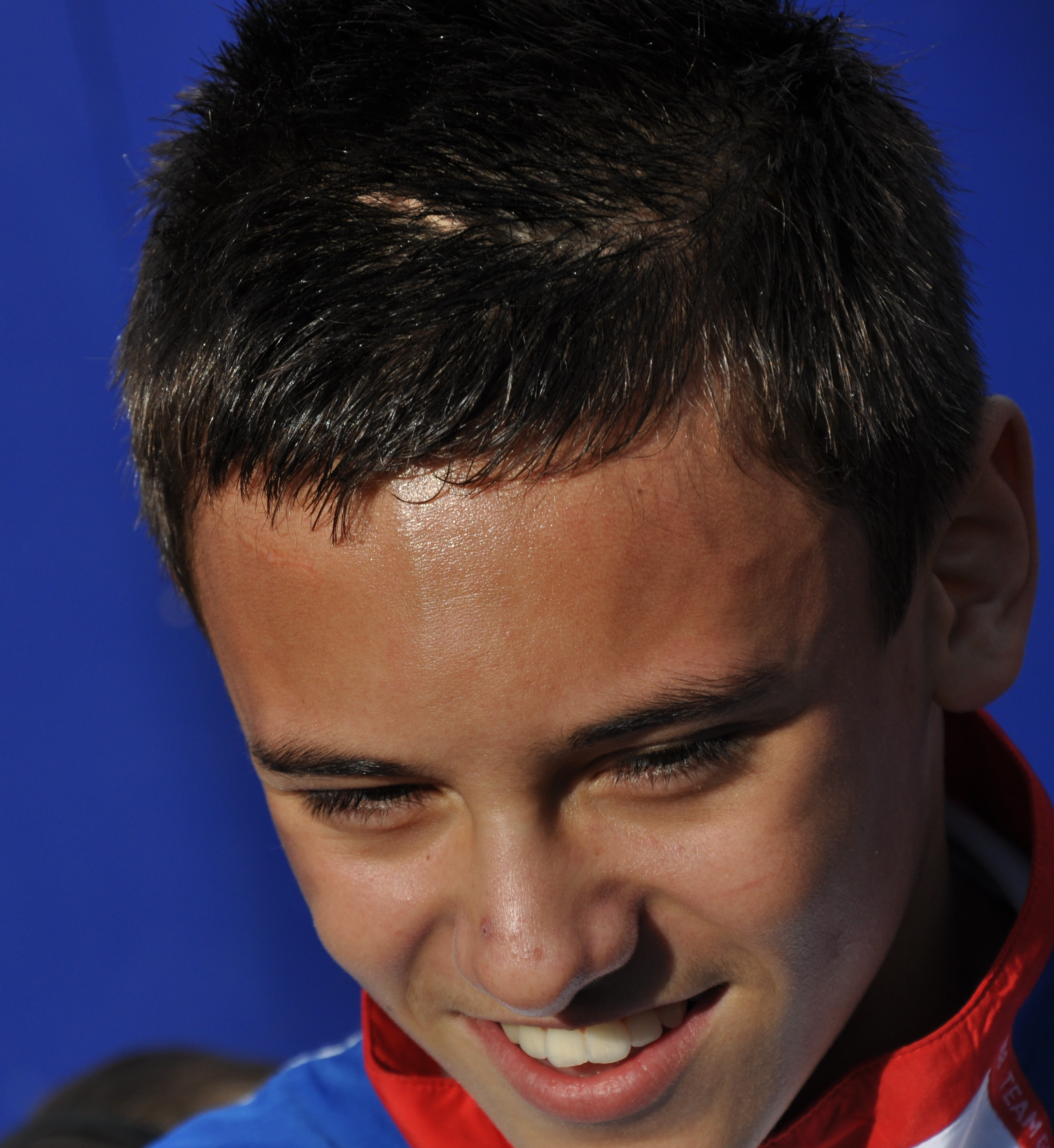
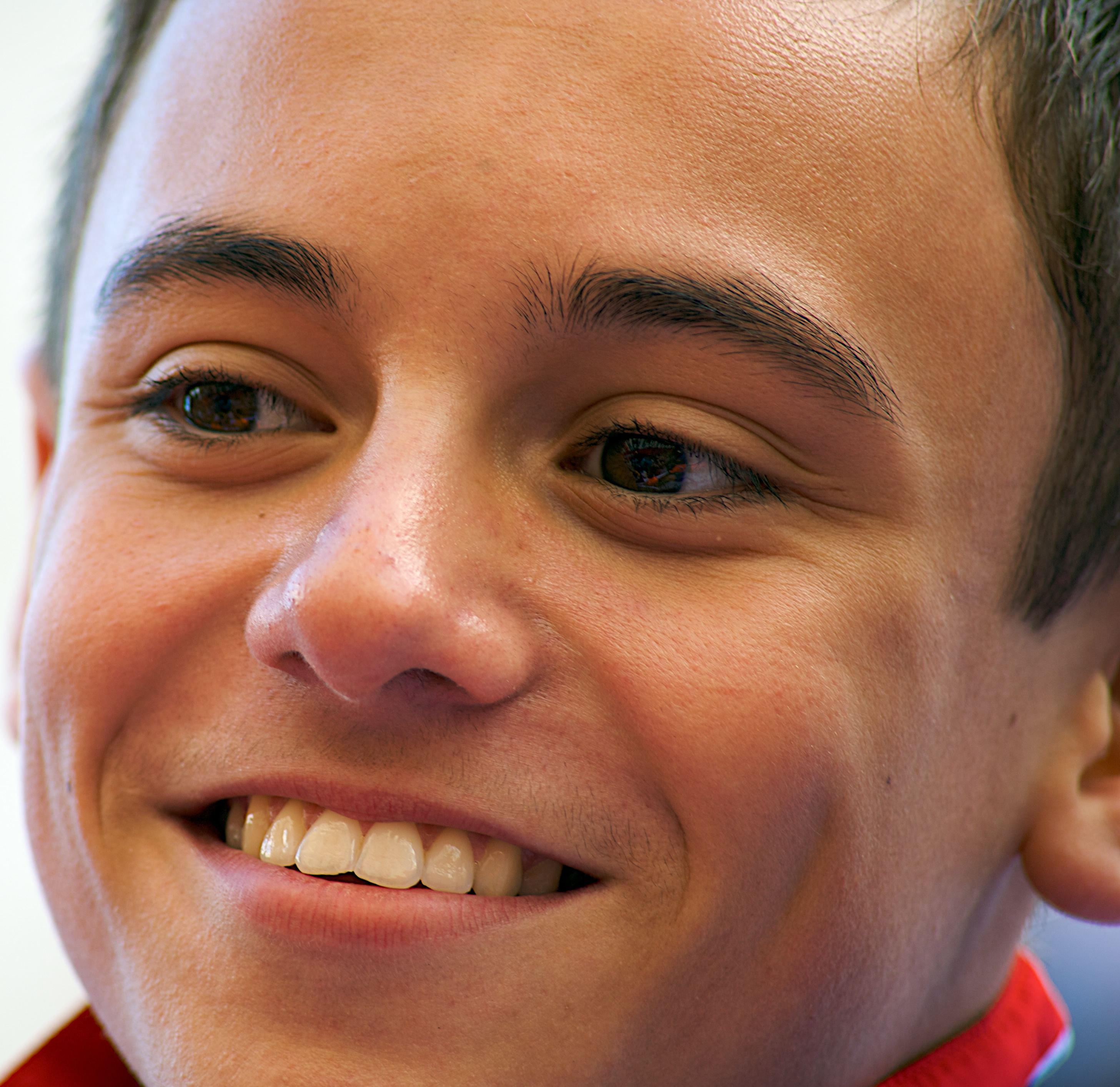
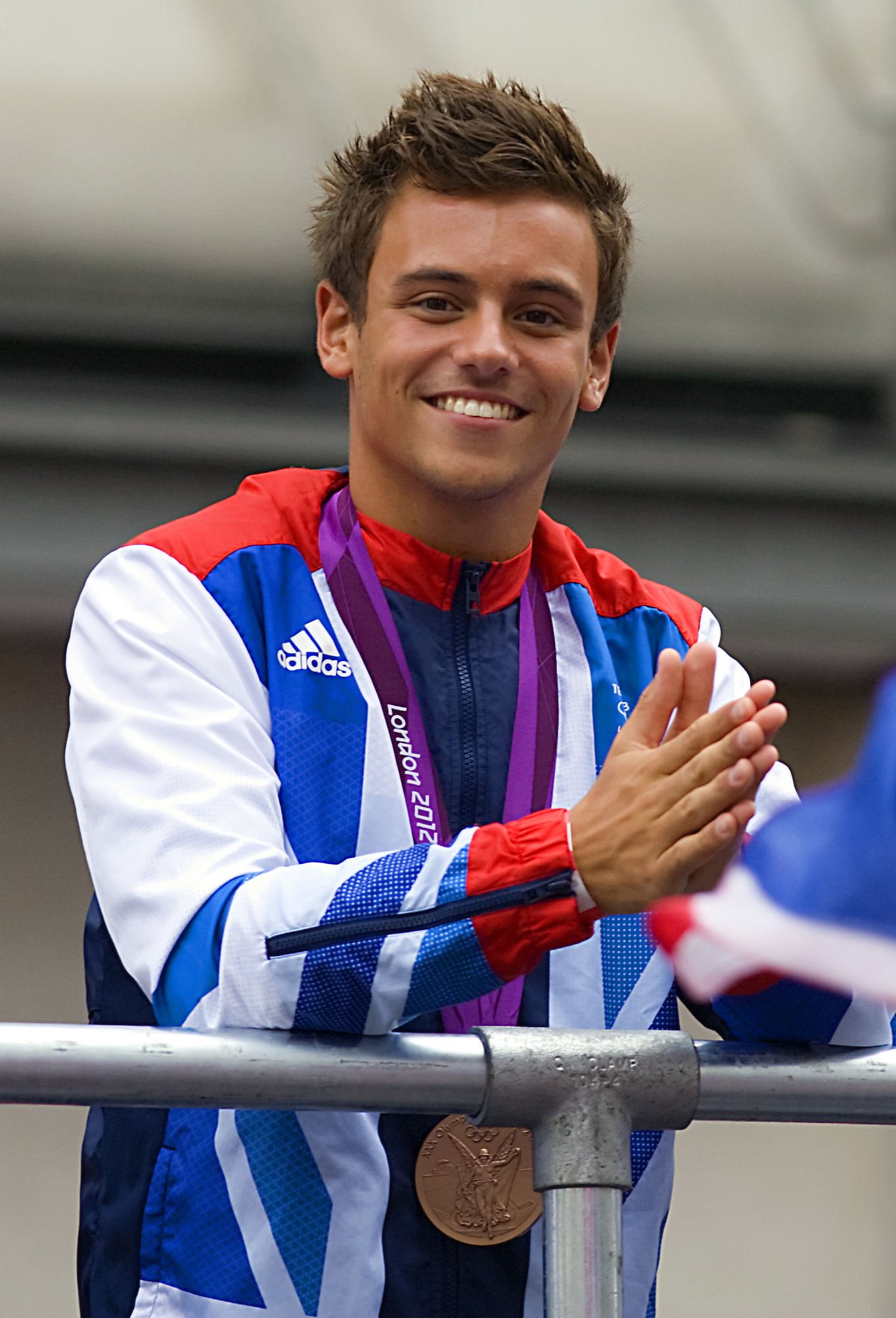
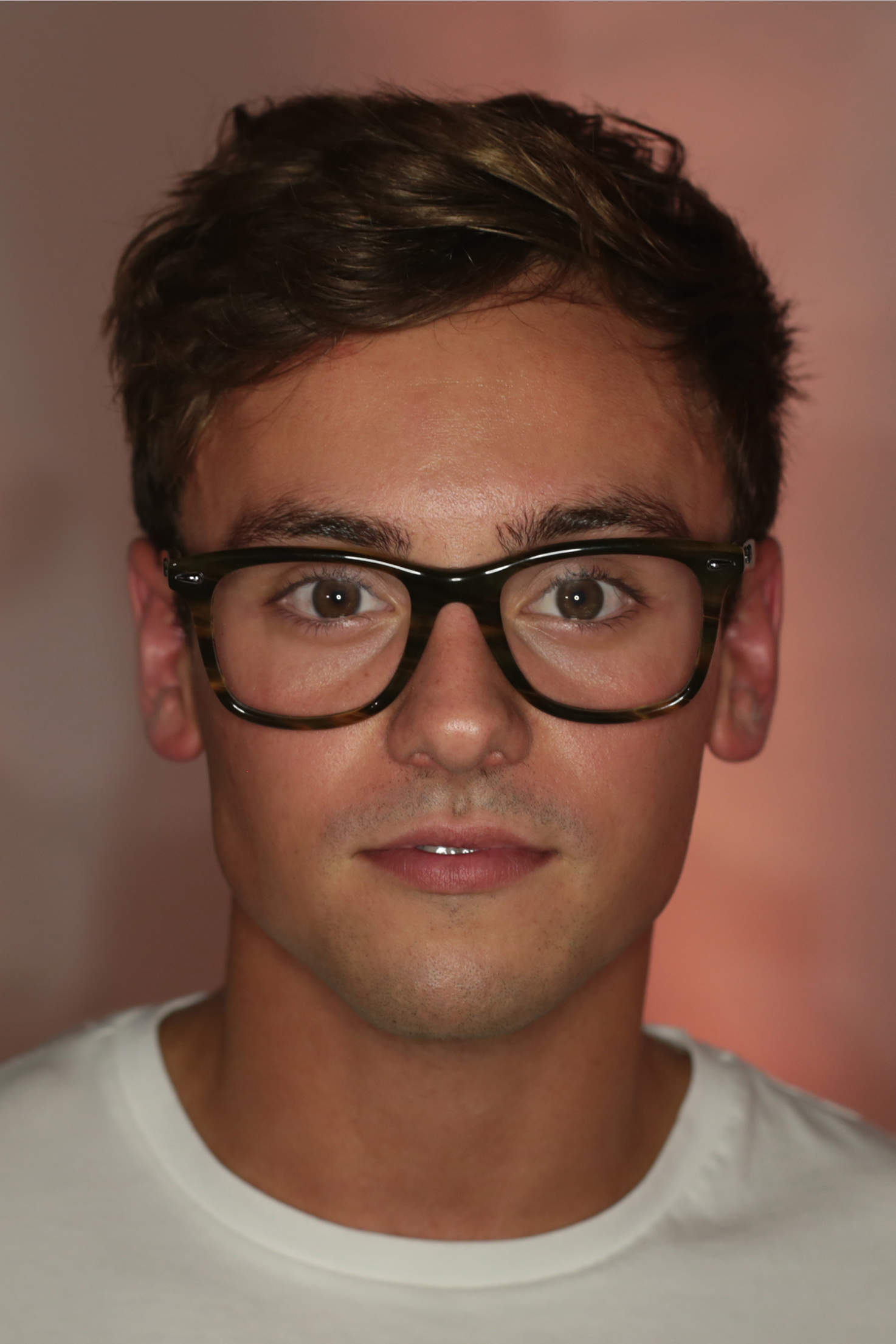

## Особисте життя
Батько Тома помер у травні 2011 року від пухлини головного мозку.
В кінці 2013 року Дейлі переїхав з рідного Плімута до Лондона.
2 грудня 2013 року на своїй сторінці у «YouTube» розмістив відео з камінг-аутом.
Нині Том зі своїм партнером Дастіном Блеком разом проживають у Лондоні.
Том випустив календар з відвертими фотографіями на кінець 2014 і весь 2015 рік.